# Municipio de Winfield (Dakota del Norte)
El municipio de Winfield (en inglés: Winfield Township) es un municipio ubicado en el condado de Stutsman en el estado estadounidense de Dakota del Norte. En el año 2010 tenía una población de 83 habitantes y una densidad poblacional de 0,89 personas por km².

## Geografía
El municipio de Winfield se encuentra ubicado en las coordenadas 46°50′29″N 98°29′31″O / 46.84139, -98.49194. Según la Oficina del Censo de los Estados Unidos, el municipio tiene una superficie total de 93.65 km², de la cual 93,41 km² corresponden a tierra firme y (0,26 %) 0,24 km² es agua.

## Demografía
Según el censo de 2010, había 83 personas residiendo en el municipio de Winfield. La densidad de población era de 0,89 hab./km². De los 83 habitantes, el municipio de Winfield estaba compuesto por el 93,98 % blancos, el 1,2 % eran isleños del Pacífico y el 4,82 % eran de una mezcla de razas. Del total de la población el 2,41 % eran hispanos o latinos de cualquier raza.